# مرکز عدالت طاهره
مرکز عدالت طاهره یک سازمان خیریه مردم‌نهاد ملی مستقر در فالز چرچ، ویرجینیا، ایالات متحده آمریکا که هدف آن حفاظت از مهاجرین به آمریکا و زنان و دختران فراری از خشونت است. طاهره خدمات رایگان حقوقی و اجتماعی ارایه داده و به کنشگری عمومی و آموزش می‌پردازد.
طاهره از زمان تأسیس در سال ۱۹۹۷ به بیش از ۲۲۰۰۰ درخواست در خصوص بریدن آلت زنانه، خشونت خانگی، قاچاق انسان، شکنجه و تجاوز جنسی پاسخ داده‌است.
آیین بهایی از جمله لزوم تساوی حقوق زن و مرد برای صلح و وحدت در جامعه الهام بخش طاهره بوده‌است. این سازمان به افتخار طاهره قرةالعین متاله و شاعر اثرگذار قرن نوزدهم که در ایران برای حقوق زنان مبارزه می‌کرد نامگذاری شده‌است.